# Ratthapark Wilairot
Ratthapark Wilairot (รัฐภาคย์ วิไลโรจน์ (ฟิม), né le 14 avril 1988 dans la province de Chonburi en Thaïlande, est un pilote de moto thaïlandais.
En 2010, il participe au championnat Moto2, au guidon d'une Bimota HB4.